# Bob Lochmueller
Robert L. "Bob" Lochmueller (Elberfeld, Indiana, 5 de junio de 1927-Tell City, Indiana, 27 de octubre de 2020) fue un jugador y entrenador de baloncesto estadounidense que jugó una temporada en la NBA. Con 1,96 metros de altura, lo hacía en la posición de alero.

## Trayectoria deportiva

### Universidad
Jugó durante tres temporadas con los Cardinals de la Universidad de Louisville, en las que promedió 15,7 puntos y 14 rebotes por partido. En sus dos últimas temporadas fue el máximo anotador del equipo, siendo elegido en ambas mejor jugador, llevando a los Cardinals a disputar el Torneo de la NCAA y el NIT.

### Profesional
Fue elegido en la octava posición del Draft de la NBA de 1952 por Syracuse Nationals, donde jugó una temporada como suplente, promediando 3,7 puntos y 2,6 rebotes por partido. Pero una grave lesión en la rodilla le obligó a dejar la práctica del baloncesto prematuramente.

### Entrenador
Tras dejar el baloncesto como jugador, se dedicó a la tarea de entrenador, dirigiendo en 1955 a la Universidad de Princeton. Posteriormente trabajó como entrenador asistente en la Universidad de Virginia Occidental y luego 23 años como entrenador de high school.

## Estadísticas de su carrera en la NBA

### Temporada regular
| Año     | Equipo   | PJ | MPP  | TC%  | TL%  | RPP | APP | PPP |
| ------- | -------- | -- | ---- | ---- | ---- | --- | --- | --- |
| 1952-53 | Syracuse | 62 | 12.9 | .322 | .607 | 2.6 | .8  | 3.7 |
| Total   |          | 62 | 12.9 | .322 | .607 | 2.6 | .8  | 3.7 |

### Playoffs
| Año   | Equipo   | PJ | MPP  | TC%  | TL%  | RPP | APP | PPP |
| ----- | -------- | -- | ---- | ---- | ---- | --- | --- | --- |
| 1953  | Syracuse | 2  | 10.5 | .200 | .250 | 2.5 | 1.0 | 2.5 |
| Total |          | 2  | 10.5 | .200 | .250 | 2.5 | 1.0 | 2.5 |